# Hukwe Zawose
Hukwe Ubi Zawose (Dodoma, 1940 circa – Bagamoyo, 30 dicembre 2003) è stato un musicista tanzaniano, di etnia gogo.
Polistrumentista e cantante, viene ricordato in particolare come maestro dell'ilimba, un lamellofono simile alla m'bira, e al piano a pollice (in inglese thumb piano).

## Biografia
Hukwe Zawos nasce nel 1940 nel Tanganica, all'epoca colonia britannica, oggi parte della Tanzania.
Negli ultimi anni della sua vita entra nel mondo della world music, in particoalre attraverso una collaborazione con il musicista britannico Peter Gabriel, la cui etichetta discografica Real World Records ne pubblica gli album Chibite e Assembly.

## Discografia parziale

### Discografia solista
Album in studio
- 1989 – Tanzania Yetu (Triple Earth Records; con The Bagamoyo Players)
- 1987 – Mateso (Triple Earth Records)
- 1989 – The Miracle of the Thumb Piano in Tanzania (Victor VDP)
- 1993 – Afrobrazz (Norsk Plateproduksjon; con The Brazz Brothers e Tatunane)
- 1996 – Chibite (Virgin Records/Real World Records)
- 2000 – Mkuki Wa Roho/A Spear To The Soul (Womad Select; con Charles Zawose)
- 2001 – Assembly (Narada/Virgin Records/Real World Records; con Michael Brook)
- 2008 – Bagamoyo (Laika Records)